# Grande Prêmio do Japão de 2017 (MotoGP)
O Grande Prêmio da MotoGP do Japão de 2017 ocorreu em 15 de outubro.

## Resultados

### Classificação MotoGP
| Pos | Piloto             | Equipe                         | Moto    | Tempo     | Pontos |
| --- | ------------------ | ------------------------------ | ------- | --------- | ------ |
| 1   | Andrea Dovizioso   | Ducati Team                    | Ducati  | 47'14.236 | 25     |
| 2   | Marc Marquez       | Repsol Honda Team              | Honda   | +0.249    | 20     |
| 3   | Danilo Petrucci    | OCTO Pramac Racing             | Ducati  | +10.557   | 16     |
| 4   | Andrea Iannone     | Team SUZUKI ECSTAR             | Suzuki  | +18.845   | 13     |
| 5   | Alex Rins          | Team SUZUKI ECSTAR             | Suzuki  | +22.982   | 11     |
| 6   | Jorge Lorenzo      | Ducati Team                    | Ducati  | +24.464   | 10     |
| 7   | Aleix Espargaro    | Aprilia Racing Team Gresini    | Aprilia | +28.010   | 9      |
| 8   | Johann Zarco       | Monster Yamaha Tech 3          | Yamaha  | +29.475   | 8      |
| 9   | Maverick Viñales   | Movistar Yamaha MotoGP         | Yamaha  | +36.575   | 7      |
| 10  | Loris Baz          | Reale Avintia Racing           | Ducati  | +48.506   | 6      |
| 11  | Pol Espargaro      | Red Bull KTM Factory Racing    | KTM     | +56.357   | 5      |
| 12  | Katsuyuki Nakasuga | Yamalube Yamaha Factory Racing | Yamaha  | +1'00.181 | 4      |
| 13  | Sam Lowes          | Aprilia Racing Team Gresini    | Aprilia | +1'00.980 | 3      |
| 14  | Hector Barbera     | Reale Avintia Racing           | Ducati  | +1'03.118 | 2      |
| 15  | Tito Rabat         | EG 0,0 Marc VDS                | Honda   | +1'03.514 | 1      |
| 16  | Scott Redding      | OCTO Pramac Racing             | Ducati  | +1'04.162 | 0      |
| 17  | Bradley Smith      | Red Bull KTM Factory Racing    | KTM     | +1'06.271 | 0      |
| 18  | Hiroshi Aoyama     | EG 0,0 Marc VDS                | Honda   | +1'13.250 | 0      |

### Classificação Moto2
| Pos | Piloto              | Equipe                     | Moto     | Tempo     | Pontos |
| --- | ------------------- | -------------------------- | -------- | --------- | ------ |
| 1   | Alex Marquez        | EG 0,0 Marc VDS            | Kalex    | 32'08.901 | 25     |
| 2   | Xavi Vierge         | Tech 3 Racing              | Tech 3   | +1.465    | 20     |
| 3   | Hafizh Syahrin      | Petronas Raceline Malaysia | Kalex    | +3.134    | 16     |
| 4   | Francesco Bagnaia   | SKY Racing Team VR46       | Kalex    | +5.415    | 13     |
| 5   | Mattia Pasini       | Italtrans Racing Team      | Kalex    | +5.618    | 11     |
| 6   | Takaaki Nakagami    | IDEMITSU Honda Team Asia   | Kalex    | +6.163    | 10     |
| 7   | Miguel Oliveira     | Red Bull KTM Ajo           | KTM      | +7.597    | 9      |
| 8   | Franco Morbidelli   | EG 0,0 Marc VDS            | Kalex    | +11.400   | 8      |
| 9   | Dominique Aegerter  | Kiefer Racing              | Suter    | +11.572   | 7      |
| 10  | Lorenzo Baldassarri | Forward Racing Team        | Kalex    | +14.310   | 6      |
| 11  | Thomas Luthi        | CarXpert Interwetten       | Kalex    | +26.571   | 5      |
| 12  | Remy Gardner        | Tech 3 Racing              | Tech 3   | +30.183   | 4      |
| 13  | Marcel Schrotter    | Dynavolt Intact GP         | Suter    | +30.597   | 3      |
| 14  | Ikuhiro Enokido     | Teluru MOTOBUM Racing Team | Kalex    | +32.037   | 2      |
| 15  | Tarran Mackenzie    | Kiefer Racing              | Suter    | +35.252   | 1      |
| 16  | Augusto Fernandez   | Speed Up Racing            | Speed Up | +38.385   | 0      |
| 17  | Iker Lecuona        | Garage Plus Interwetten    | Kalex    | +40.934   | 0      |
| 18  | Axel Pons           | RW Racing GP               | Kalex    | +41.470   | 0      |
| 19  | Fabio Quartararo    | Pons HP40                  | Kalex    | +42.757   | 0      |
| 20  | Tetsuta Nagashima   | Teluru SAG Team            | Kalex    | +43.147   | 0      |
| 21  | Simone Corsi        | Speed Up Racing            | Speed Up | +45.410   | 0      |
| 22  | Ryo Mizuno          | MuSASHi RT HARC-RRO        | Kalex    | +46.813   | 0      |
| 23  | Khairul Idham Pawi  | IDEMITSU Honda Team Asia   | Kalex    | +50.531   | 0      |
| 24  | Isaac Viñales       | BE-A-VIP SAG Team          | Kalex    | +51.898   | 0      |
| 25  | Jesko Raffin        | Garage Plus Interwetten    | Kalex    | +53.699   | 0      |
| 26  | Stefano Manzi       | SKY Racing Team VR46       | Kalex    | +1'01.051 | 0      |
| 27  | Edgar Pons          | Pons HP40                  | Kalex    | +1'04.776 | 0      |
| 28  | Jorge Navarro       | Federal Oil Gresini Moto2  | Kalex    | +1'07.423 | 0      |

### Classificação Moto3
| Pos | Piloto                 | Equipe                     | Moto     | Tempo     | Pontos |
| --- | ---------------------- | -------------------------- | -------- | --------- | ------ |
| 1   | Romano Fenati          | Marinelli Rivacold Snipers | Honda    | 29'22.278 | 25     |
| 2   | Niccolò Antonelli      | Red Bull KTM Ajo           | KTM      | +4.146    | 20     |
| 3   | Marco Bezzecchi        | CIP                        | Mahindra | +5.013    | 16     |
| 4   | Tatsuki Suzuki         | SIC58 Squadra Corse        | Honda    | +8.767    | 13     |
| 5   | Aron Canet             | Estrella Galicia 0,0       | Honda    | +12.827   | 11     |
| 6   | Philipp Oettl          | Südmetall Schedl GP Racing | KTM      | +14.865   | 10     |
| 7   | Fabio Di Giannantonio  | Del Conca Gresini Moto3    | Honda    | +15.482   | 9      |
| 8   | Jakub Kornfeil         | Peugeot MC Saxoprint       | Peugeot  | +15.625   | 8      |
| 9   | Bo Bendsneyder         | Red Bull KTM Ajo           | KTM      | +15.947   | 7      |
| 10  | John Mcphee            | British Talent Team        | Honda    | +16.216   | 6      |
| 11  | Nakarin Atiratphuvapat | Honda Team Asia            | Honda    | +16.414   | 5      |
| 12  | Nicolo Bulega          | SKY Racing Team VR46       | KTM      | +18.783   | 4      |
| 13  | Andrea Migno           | SKY Racing Team VR46       | KTM      | +19.057   | 3      |
| 14  | Marcos Ramirez         | Platinum Bay Real Estate   | KTM      | +19.536   | 2      |
| 15  | Jorge Martin           | Del Conca Gresini Moto3    | Honda    | +21.208   | 1      |
| 16  | Enea Bastianini        | Estrella Galicia 0,0       | Honda    | +22.731   | 0      |
| 17  | Joan Mir               | Leopard Racing             | Honda    | +23.879   | 0      |
| 18  | Jules Danilo           | Marinelli Rivacold Snipers | Honda    | +23.935   | 0      |
| 19  | Livio Loi              | Leopard Racing             | Honda    | +33.663   | 0      |
| 20  | Darryn Binder          | Platinum Bay Real Estate   | KTM      | +34.695   | 0      |
| 21  | Kaito Toba             | Honda Team Asia            | Honda    | +39.533   | 0      |
| 22  | Patrik Pulkkinen       | Peugeot MC Saxoprint       | Peugeot  | +48.473   | 0      |
| 23  | Tony Arbolino          | SIC58 Squadra Corse        | Honda    | +1'30.837 | 0      |
| 24  | Tom Toparis            | Cube Racing                | KTM      | +2'18.580 | 0      |